# Korn (formație)
Korn (stilizat KoЯn) este o formație nu metal americană din Bakersfield, California. Formată în 1993, a avut puternică influență asupra lumii muzicale, în special în ceea ce privește genurile nu metal și metal alternativ. Ei au colaborat cu muzicieni precum Chino Moreno de la Deftones, Ice Cube, Marilyn Manson, Fred Durst de la Limp Bizkit, Tre Hardson de la The Pharcyde și Nas printre alții.

## Istoric
Formată în 1993, Korn lansează primul album în 1994. Cu toate că imediat după lansarea albumului formația pierde susținerea televiziunii și a posturilor de radio, ei nu renunță, formându-și primul grup de fani prin concertele intense, lucru care îi va împinge în topuri și pe drumul la a vinde mai bine de 50 de milioane de albume în lumea întreagă cu tot cu cele 16 milioane vândute numai in SUA, devenind una din cele mai bine cotate formații nu metal din lume.
Catalogul trupei este constituit din 8 albume câștigatoare a mai multor discuri de platină (incluzând albumul Greatest Hits, Volumul 1, un album live, și un album MTV Unplugged), de numeroase apariții în top 10 cele mai bune formații în Billboard Top 200. Până în ziua de astăzi Korn deține 6 nominalizări la premiile Grammy și două din aceste premii.
Jonathan Davis a intrat în lista Hit Parader's a "Celor mai Buni 100 Vocalisti de Heavy Metal" pe locul cu numărul #16; James Shaffer și Brian "Head" Welch sunt pe locul #26 în lista "100 Celor mai Buni Chitariști al Lumii".
Trupa a lansat cel de-al optulea album de studio (fără nume) pe data de 31 iulie 2007 cu ajutorul EMI/Virgin; albumul a debutat pe locul #2 în charturi, cu vânzări de peste 120,000 de copii în prima săptămână.
Pe 23 aprilie 2021, trupa a confirmat că a început să lucreze la un al paisprezecelea album de studio, utilizând perioada de lockdown din cauza COVID-19 pentru a începe să scrie. S-a spus că albumul a fost scris în întregime începând cu aprilie 2021. Un nou single a fost lansat pe 11 noiembrie, intitulat „Start the Healing”, videoclipul muzical debutând într-o premieră pe YouTube. Albumul Requiem a fost lansat pe 4 februarie 2022. Pe 13 ianuarie 2022, trupa a lansat al doilea single de pe album intitulat „Forgotten”. Pe 21 aprilie 2022, trupa a lansat un videoclip muzical pentru melodia „Worst Is on Its Way”.
Cu puțin timp înainte de lansarea Requiem, Davis a dezvăluit într-un interviu acordat Music Feeds că trupa era deja în proces de lucru la un album de studio care urmează.

## Discografie
- Korn (album) (1994)
- Life Is Peachy (1996)
- Follow the Leader (1998)
- Issues (1999)
- Untouchables (2002)
- Take a Look in the Mirror (2003)
- See You on the Other Side (2005)
- Untitled (2007)
- Korn III: Remember Who You Are (2010)
- The Path Of Totality (2011)
- The Paradigm Shift (2013)
- The Serenity of Suffering  (2016)
- The Nothing (2019)
- Requiem (2022)

## Membrii formației
În prezent, Korn consistă din 5 membri: Jonathan Davis, James "Munky" Shaffer, Brian "Head" Welch, Reginald "Fieldy" Arvizu si Ray Luzier care a fost numit membru full-time in aprilie 2009.
În 2005, Brian Welch a părăsit Korn după ce a decis să-și rededice viața fiicei sale și lui Iisus Christos, iar apoi a revenit in 2012; în 2006, bateristul David Silveria a decis să ia o pauză pentru a-și continua treburile sale antreprenoriale și pentru a putea petrece mai mult timp cu familia sa.